# Aspangbanan
|  |  |  |

|  | Station on track |

|  | Unknown BSicon "exBHF" |

|  | Unknown BSicon "ABZg+r" |

|  | Station on track |

|  | Station on track |

|  | Station on track |

|  | Stop on track |

|  | Station on track |

|  | Unknown BSicon "ABZgr" |

|  | Unknown BSicon "hKRZWae" |

|  | Stop on track |

|  | Unknown BSicon "hKRZWae" |

|  | Stop on track |

|  | Station on track |

|  | Stop on track |

|  | Stop on track |

|  | Unknown BSicon "ABZg+r" |

|  | Station on track |

|  | Straight track |

|  | Station on track |

|  | Unknown BSicon "ABZgr" |

|  | Unknown BSicon "ABZgr" |

|  | Unknown BSicon "ABZgl" |

|  | Station on track |

|  | Unknown BSicon "hKRZWae" |

|  | Station on track |

|  | Stop on track |

|  | Station on track |

|  | Stop on track |

|  | Station on track |

|  | Stop on track |

|  | Station on track |

|  | Unknown BSicon "hKRZWae" |

|  | Stop on track |

|  | Station on track |

|  | Unknown BSicon "hKRZWae" |

|  | Unknown BSicon "hKRZWae" |

|  | Unknown BSicon "hKRZWae" |

|  | Station on track |

|  | Straight track |

|  |  |  |

|  | Station on track |

|  | Unknown BSicon "exBHF" |

|  | Unknown BSicon "ABZg+r" |

|  | Station on track |

|  | Station on track |

|  | Station on track |

|  | Stop on track |

|  | Station on track |

|  | Unknown BSicon "ABZgr" |

|  | Unknown BSicon "hKRZWae" |

|  | Stop on track |

|  | Unknown BSicon "hKRZWae" |

|  | Stop on track |

|  | Station on track |

|  | Stop on track |

|  | Stop on track |

|  | Unknown BSicon "ABZg+r" |

|  | Station on track |

|  | Straight track |

|  | Station on track |

|  | Unknown BSicon "ABZgr" |

|  | Unknown BSicon "ABZgr" |

|  | Unknown BSicon "ABZgl" |

|  | Station on track |

|  | Unknown BSicon "hKRZWae" |

|  | Station on track |

|  | Stop on track |

|  | Station on track |

|  | Stop on track |

|  | Station on track |

|  | Stop on track |

|  | Station on track |

|  | Unknown BSicon "hKRZWae" |

|  | Stop on track |

|  | Station on track |

|  | Unknown BSicon "hKRZWae" |

|  | Unknown BSicon "hKRZWae" |

|  | Unknown BSicon "hKRZWae" |

|  | Station on track |

|  | Straight track |

Aspangbanan är en 85 kilometer lång, mestadels enkelspårig järnväg i det österrikiska förbundslandet Niederösterreich. Den går från Wien via Wiener Neustadt till Aspang, där den ansluter till Wechselbanan. På 9 kilometer, mellan Felixdorf och Wiener Neustadt utnyttjas sydbanans spår. 

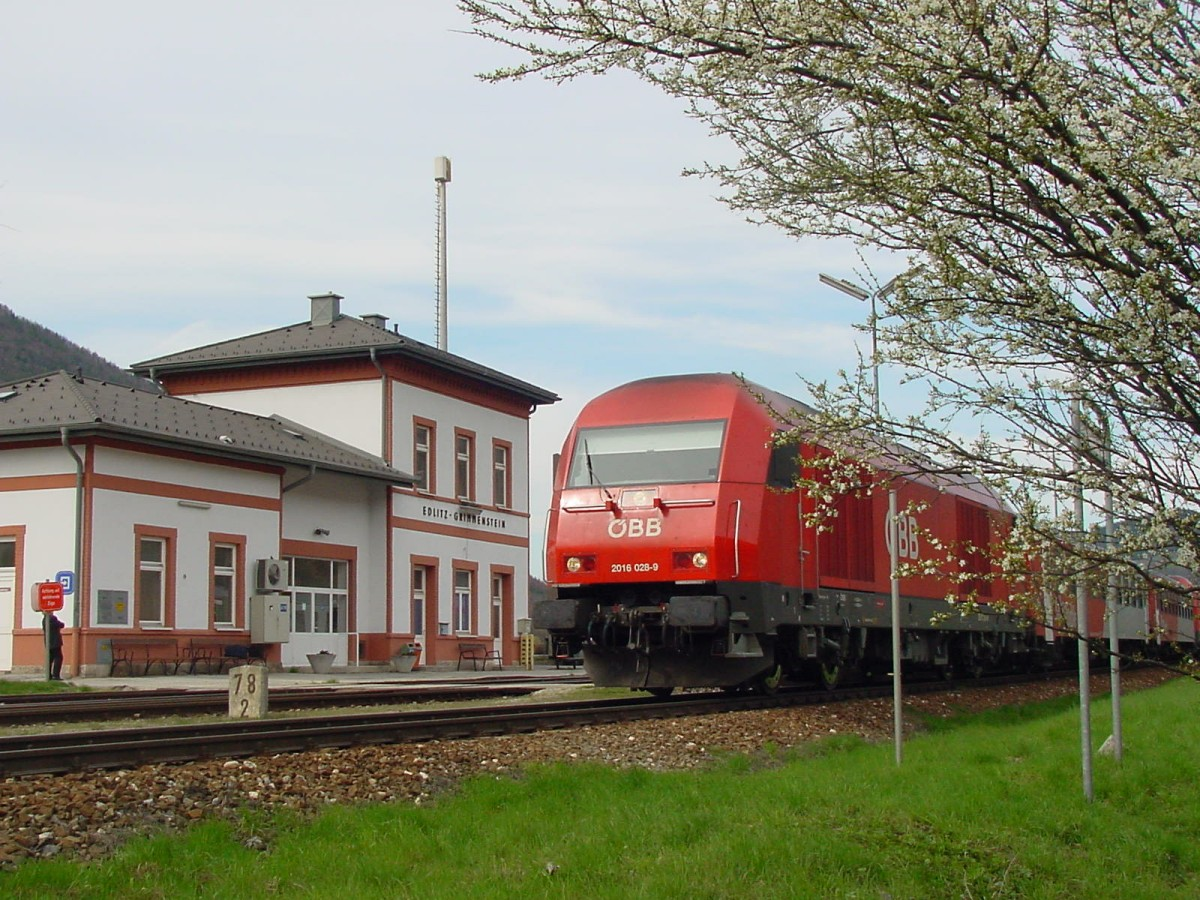
Stationen Edlitz-Grimmenstein

Banan planerades och byggdes av ett österrikiskt-belgiskt järnvägsbolag med belgiskt kapital.  Banan byggdes på bara två år mellan 1879 och 1881 och utgick från en nybyggd järnvägsstation, Aspanger Bahnhof (idag nedlagd). Man byggde även förbindelsespår för att få anslutning till Wien Südbahnhof som idag är tågens utgångsstation. När Wechselbanan färdigställdes 1910 hade man en alternativ, om än längre förbindelse mellan städerna Wien och Graz. Att åka på Aspangbanan var prisvärt, därför hade banan många resenärer. 
1937 övertog staten Aspangbanan på grund av ekonomiska problem. ÖBB flyttade persontrafiken alltmer över till sydbanan. Sträckan mellan Wien och Sollenau nyttjades bara för lokaltrafik. 
I dag trafikeras Aspergbanan av regionaltåg och godståg.